# 陳澤宇
陈泽宇（1983年7月24日—），中国大陸男演员、歌手，中国大陸男子音乐组合兄弟联GoGoClub成員之一。身高189CM。粉丝团体被称为羽翼。

## 个人经历
曾是羽毛球国家青年队队员，2002年九运会后因为脚伤退役，加入模特行业 。2006年成为《加油！好男儿》全国10强，签约SMG东方之星文化发展有限公司。2007年加入兄弟联组合。

## 影视作品

### 电影
- 2006年 《真爱无言》中饰演 雷
- 2009年 动画电影《喜羊羊与灰太狼之牛气冲天》为咚咚锵配音

### 电视剧
- 2006年《开心公寓》（客串）
- 2007年《青蛙王子》饰 苏泽
- 2008年《网球王子》饰 周助
- 2008年《铠甲勇士》饰 泽西(客串)
- 2009年《加油！网球王子》饰 周助
- 2012年《浮尘下的枪声》饰 阿六
- 2016年《青云志》

## 唱片

### 单曲
- 2007年2月《漫长的约会》（EP）
- 2007年《歌舞青春High School Musical》中文主题曲《1+1=11》
- 2007年电视剧《网球王子》 主题曲《没有彩虹的阳光》合唱王传君、柏栩栩、张超、张殿菲、魏斌、向鼎，片尾曲《年轻的战场》《我有一个梦想》
- 2008年心爽酸酸乳广告曲《我做我的王》，收录于《仙剑奇侠传三》电视原声带
- 2009年电视剧《加油！优雅》主题曲《倔强的温柔》合唱曲尼次仁
- 2009年电视剧《加油！网球王子》 主题曲《没有彩虹的阳光》，片尾曲《奔跑》
- 2009年《喜上眉梢》合唱东方天使

### 专辑
- 2007年4月《同名专辑》
- 2009年9月《爱的大作战 Fighting 4 Love》（EP）

## 书籍
- 2007年9月 写真《青春拍立得》

## 话剧
- 2010年1月《三国杀·哈欠》中饰演赵云

## 参赛经历
- 2003年湖南卫视《绝对男人》第3名，获得最佳上镜奖，最佳人气奖
- 2005年MANHUNT世界超级男模特大赛世界决赛殿军
- 2006年东方卫视《加油！好男儿》全国10强 ，获得《最具亲和力奖》